# Бомбардировка Тревизо
Бомбардировка Тревизо (англ. Bombing of Treviso; итал. Bombardamento di Treviso) — серия бомбардировок итальянского города Тревизо, осуществлённая 7 апреля 1944 года военно-воздушными силами армии США. Жертвами бомбардировок стали приблизительно 1600 человек.

## Бомбардировки
Бомбардировка города произошла днём в пятницу и продлилась всего около пяти минут. Всего в налёте участвовало 159 Boeing B-17 Flying Fortress в сопровождении стольких же Republic P-47 Thunderbolt, которые сбросили около двух тысяч бомб. Целью бомбардировки была железнодорожная станция, однако бомбы распространились на большую часть города. Были стёрты с лица земли целые жилые кварталы, пожар в городе продолжался две недели. Поиски погибших продолжались долго, чтобы предотвратить разложение тел погибших использовалась известь и дезинфицирующие средства.

## Жертвы
Цифры о погибших в результате бомбардировок остаются противоречивыми. Il-Gazzettino называет 900 погибших, историки Марко Джованни и Джулио Массобрио оценивают количество погибших в 1600 человек, по официальным документам количество погибших колеблется в районе тысячи человек. На самом деле (как и в Дрездене) точно оценить количество жертв практически невозможно, поскольку либо власти завышают цифры (чтобы использовать бомбардировку как инструмент пропаганды), либо официальные данные, как правило, несколько занижены, так как тела многих жертв так и остаются под завалами разрушенных кварталов.
Всего в различных районах города находилось до пяти тысяч немцев. Как из многих свидетельств эпохи, многие из них погибли в рейде, в частности, в районе площади Андрея Первозванного, а также в гостинице «Золотая Звезда», которая, по мнению некоторых историков, и была главной целью бомбардировки союзников.
Операция для союзников прошла не совсем удачно: зенитными орудиями, расположенными вокруг аэропорта, удалось сбить один B-17. В общей сложности, один человек погиб, четырнадцать получили ранения.

## Причины бомбардировки
В послевоенный период Соединённые Штаты так и не назвали цель, с которой была осуществлена бомбардировка Тревизо. В городе, где было множество культурных памятников, не было стратегических целей. По мнению некоторых историков, Тревизо перепутали с Тарвизио, город на границе с Каринтией, важный железнодорожный узел, связывающий Италию с Австрией. Однако эта версия кажется маловероятной, поскольку перед бомбардировкой, как правило, проводится фоторазведка.
Согласно другой версии, американцам было известно, что в это время в городе Тревизо, в районе центральной площади (а именно в разрушенной гостинице «Золотая Звезда») якобы должна была состояться тайная встреча между высшим руководством нацистов и фашистов, однако подтверждения эта версия не нашла. Вероятнее всего, причиной бомбардировки,Тревизо стал железнодорожный вокзал — важный железнодорожный узел на пути из Италии в Германию, однако из-за неточного сброса бомб бомбардировка не несла точечный характер.
Скорее всего, именно станция 7 апреля 1944 года была целью бомбардировки. По территории Северной и Центральной Италии уже проводились бомбёжки, целью которых было замедлить или прервать связи между немецкими войсками, для чего бомбили мосты и вокзалы. При этом не было цели уничтожить город.